# Étang du Stadtweiher
L'étang du Stadtweiher (en français étang de la ville) se situe dans la commune de Bitche, dans le département français de la Moselle. Il est asséché en 1820 et se situait à proximité de la chapelle de l'Étang, à l'emplacement de l'actuelle place de l'étang et du Parc du Stadtweiher.